# Sandalolitha robusta
Espèce
Statut CITES
Sandalolitha robusta est une espèce de coraux appartenant à la famille des Fungiidae.